# 霍尼克 (愛荷華州)
霍尼克（英語：Hornick）是一個位於美國愛荷華州伍德伯里縣的城市。

## 地理
霍尼克的座標為42°13′41″N 96°05′48″W / 42.22806°N 96.09667°W，而該地的平均海拔高度為324米（即1063英尺）。

## 人口
根據2010年美國人口普查的數據，霍尼克的面積為0.67平方千米，當中陸地面積為0.65平方千米，而水域面積為0.02平方千米。當地共有人口225人，而人口密度為每平方千米335人。